# Lãnh thổ Minnesota

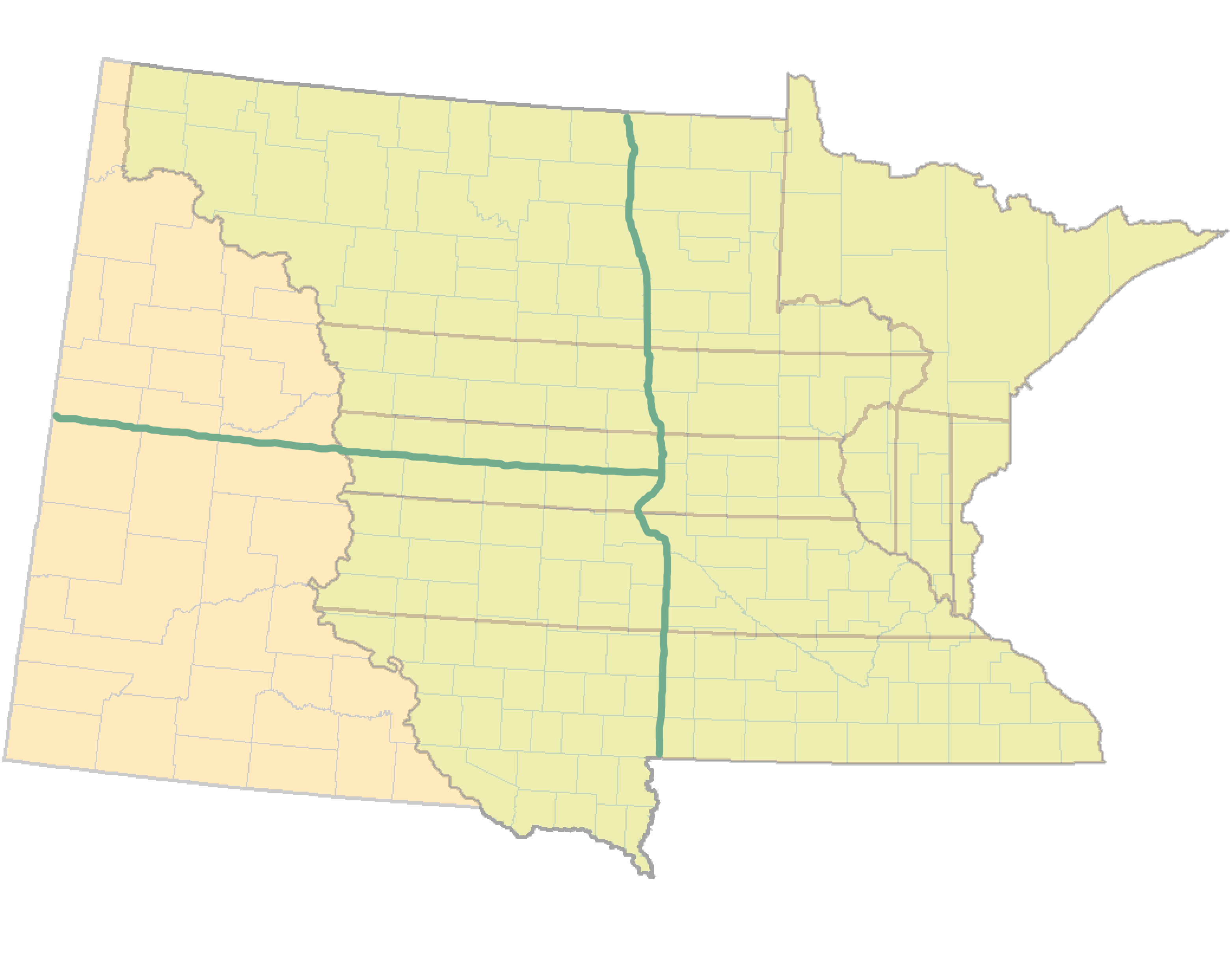
Chính quận ban đầu của Lãnh thổ Minnesota (1849–1851) nằm chồng lên các tiểu bang ngày nay là Minnesota (phải), Bắc Dakota và Nam Dakota (trái)

Lãnh thổ Minnesota (tiếng Anh: Territory of Minnesota) từng là một lãnh thổ hợp nhất có tổ chức của Hoa Kỳ, tồn tại từ ngày 3 tháng 3 năm 1849 cho đến 11 tháng 5 năm 1858 khi phần phía đông của lãnh thổ được phép gia nhập vào liên bang thành tiểu bang Minnesota.

## Lịch sử
Ranh giới của Lãnh thổ Minnesota được vạch ra từ Lãnh thổ Iowa bao gồm vùng Minnesota hiện tại và phần lớn vùng đất mà sau đó trở thành Lãnh thổ Dakota nằm ở phía đông sông Missouri. Lãnh thổ Minnesota cũng bao gồm các phần đất của Lãnh thổ Wisconsin mà sau đó không trở thành một phần của tiểu bang Wisconsin sau này. Khu vực này nằm giữa sông Mississippi và Wisconsin bao gồm vùng Arrowhead.
Vào lúc được thành lập, lãnh thổ này có ba thành phố: St. Paul, St. Anthony (hiện nay là một phần của Minneapolis) và Stillwater. Các cơ quan chính yếu của chính quyền được phân chia nằm khắp ba thành phố này: St. Paul được đặt làm thủ phủ; Minneapolis được chọn cho Đại học Minnesota; và Stillwater được chọn để xây Nhà tù Lãnh thổ Minnesota.

## Xem thêm

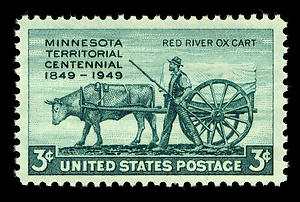
Tem thư Bưu điện Hoa Kỳ kỷ niệm một trăm năm Lãnh thổ Minnesota

## Các thống đốc lãnh thổ
| # | Thống đốc            | Thống đốc | Nhận nhiệm sở       | Rời nhiệm sở        | Đảng    |
| - | -------------------- | --------- | ------------------- | ------------------- | ------- |
| 1 | Alexander Ramsey     |           | 1 tháng 6 năm 1849  | 15 tháng 5 năm 1853 | Whig    |
| 2 | Willis Arnold Gorman |           | 15 tháng 5 năm 1853 | 23 tháng 4 năm 1857 | Dân chủ |
| 3 | Samuel Medary        |           | 23 tháng 4 năm 1857 | 24 tháng 5 năm 1858 | Dân chủ |

## Các trưởng lãnh thổ vụ
- Charles K. Smith, 1849–1851
- Alexander Wilkin, 1851–1853
- Joseph Rosser, 1853–1857
- Charles L. Chase, 1857–1858

## Các biện lý lãnh thổ
- Lorenzo A. Babcock, 1849–1853
- Lafayette Emmett, 1853–1858

## Các đại biểu Quốc hội Hoa Kỳ
- Henry Hastings Sibley, 1849–1853
- Henry Mower Rice, 1853–1857
- William W. Kingsbury, 1857–1858